# Wavrechain-sous-Faulx
Pour les articles homonymes, voir Faulx (homonymie).
Ne doit pas être confondu avec Wavrechain-sous-Denain.
Wavrechain-sous-Faulx [wavʁəʃɛ̃ su fo] est une commune française, située dans le département du Nord en région Hauts-de-France.

## Géographie

### Hameaux
Lassus, fief donné par un membre de la famille Jocquet aux Jésuites de Valenciennes.

### Communes limitrophes
| Marquette-en-Ostrevant | Mastaing              | Bouchain         |
| Wasnes-au-Bac          | Wavrechain-sous-Faulx | Lieu-Saint-Amand |
| Hem-Lenglet            | Estrun                | Hordain          |

### Hydrographie

#### Réseau hydrographique
La commune est située dans le bassin Artois-Picardie. Elle est drainée par la rivière Sensée, la Naville Tortue et un autre petit cours d'eau,.
La Sensée, d'une longueur de 20 km, prend sa source dans la commune de Arleux et se jette  dans l'Escaut canalisée à Bouchain, après avoir traversé douze communes. 
Le canal de la Sensée permet un lien entre le canal de Saint-Quentin au nord de Cambrai avec la Scarpe canalisée et le canal de la Deûle à Douai. 

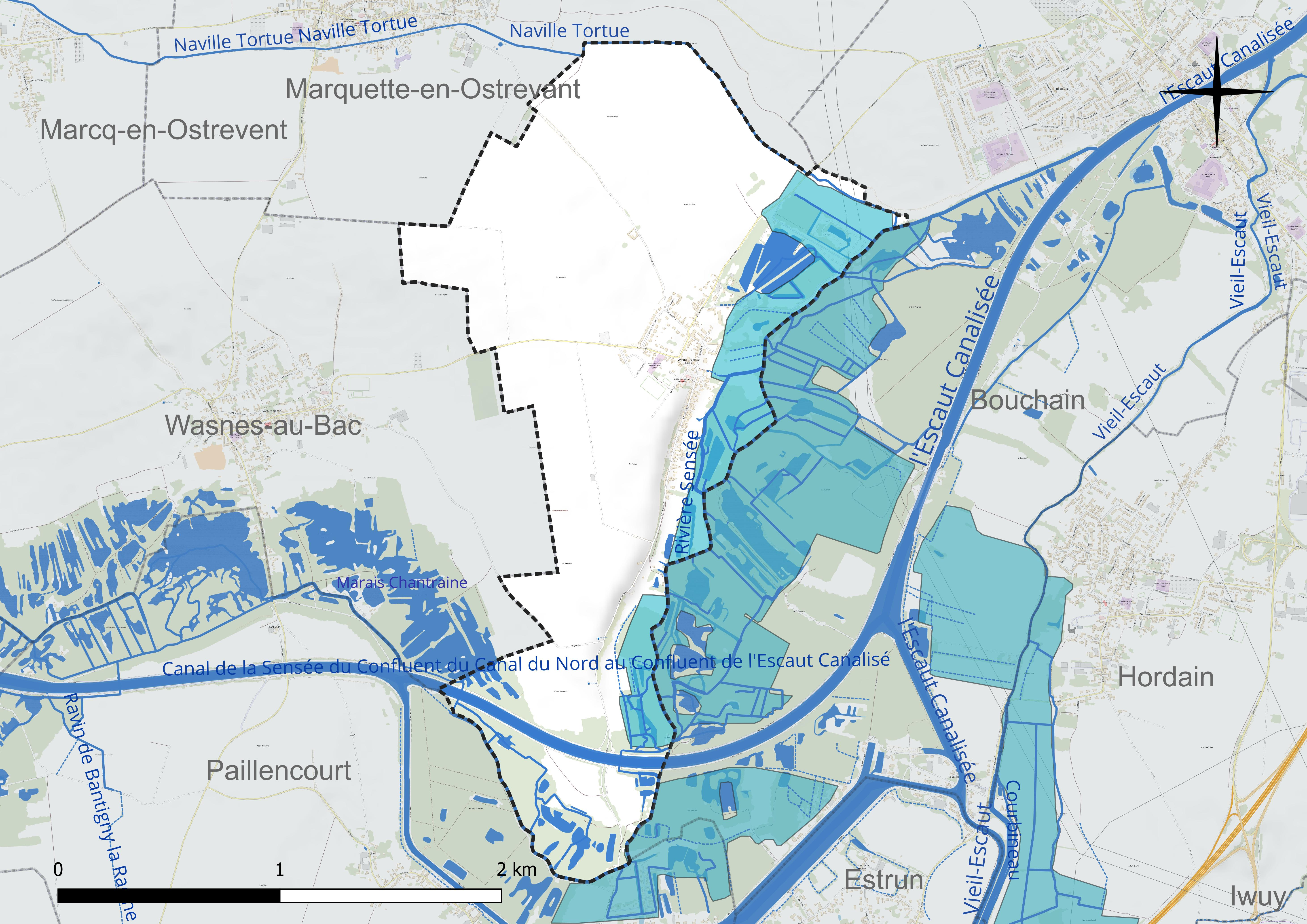
Réseau hydrographique de Wavrechain-sous-Faulx.

Un plan d'eau complète le réseau hydrographique : le marais Chantraine, d'une superficie totale de 23 ha (0,9 ha sur la commune),.

#### Gestion et qualité des eaux
Le territoire communal est couvert par le schéma d'aménagement et de gestion des eaux (SAGE) « Sensée ». Ce document de planification concerne un territoire de 857 km2 de superficie, délimité par le bassin versant de la Sensée. Le périmètre a été arrêté le 14 janvier 2023 et le SAGE proprement dit a été approuvé le 21 février 2020. La structure porteuse de l'élaboration et de la mise en œuvre est le syndicat mixte Escaut et Affluents (SyMEA). 
La qualité des cours d'eau peut être consultée sur un site dédié géré par les agences de l'eau et l'Agence française pour la biodiversité. 

### Climat
Pour des articles plus généraux, voir Climat des Hauts-de-France et Climat du Nord.
En 2010, le climat de la commune est de type climat océanique dégradé des plaines du Centre et du Nord, selon une étude du CNRS s'appuyant sur une série de données couvrant la période 1971-2000. En 2020, Météo-France publie une typologie des climats de la France métropolitaine dans laquelle la commune est exposée à un climat océanique et est dans la région climatique  Nord-est du bassin Parisien, caractérisée par un ensoleillement médiocre, une pluviométrie moyenne régulièrement répartie au cours de l'année et un hiver froid (3 °C). 
Pour la période 1971-2000, la température annuelle moyenne est de 10,6 °C, avec une amplitude thermique annuelle de 14,9 °C. Le cumul annuel moyen de précipitations est de 703 mm, avec 12,5 jours de précipitations en janvier et 9,3 jours en juillet. Pour la période 1991-2020, la température moyenne annuelle observée sur la station météorologique la plus proche, située sur la commune de Douai à 18 km à vol d'oiseau, est de 11,0 °C et le cumul annuel moyen de précipitations est de 729,2 mm,. Pour l'avenir, les paramètres climatiques de la commune estimés pour 2050 selon différents scénarios d'émission de gaz à effet de serre sont consultables sur un site dédié publié par Météo-France en novembre 2022.

## Urbanisme

### Typologie
Au 1er janvier 2024, Wavrechain-sous-Faulx est catégorisée commune rurale à habitat dispersé, selon la nouvelle grille communale de densité à sept niveaux définie par l'Insee en 2022.
Elle est située hors unité urbaine et hors attraction des villes,.

### Occupation des sols
L'occupation des sols de la commune, telle qu'elle ressort de la base de données européenne d'occupation biophysique des sols Corine Land Cover (CLC), est marquée par l'importance des territoires agricoles (70,7 % en 2018), en diminution par rapport à 1990 (73,7 %). La répartition détaillée en 2018 est la suivante : 
terres arables (70,7 %), zones humides intérieures (21,4 %), zones urbanisées (7 %), forêts (0,8 %), eaux continentales (0,1 %). L'évolution de l'occupation des sols de la commune et de ses infrastructures peut être observée sur les différentes représentations cartographiques du territoire : la carte de Cassini (XVIIIe siècle), la carte d'état-major (1820-1866) et les cartes ou photos aériennes de l'IGN pour la période actuelle (1950 à aujourd'hui).

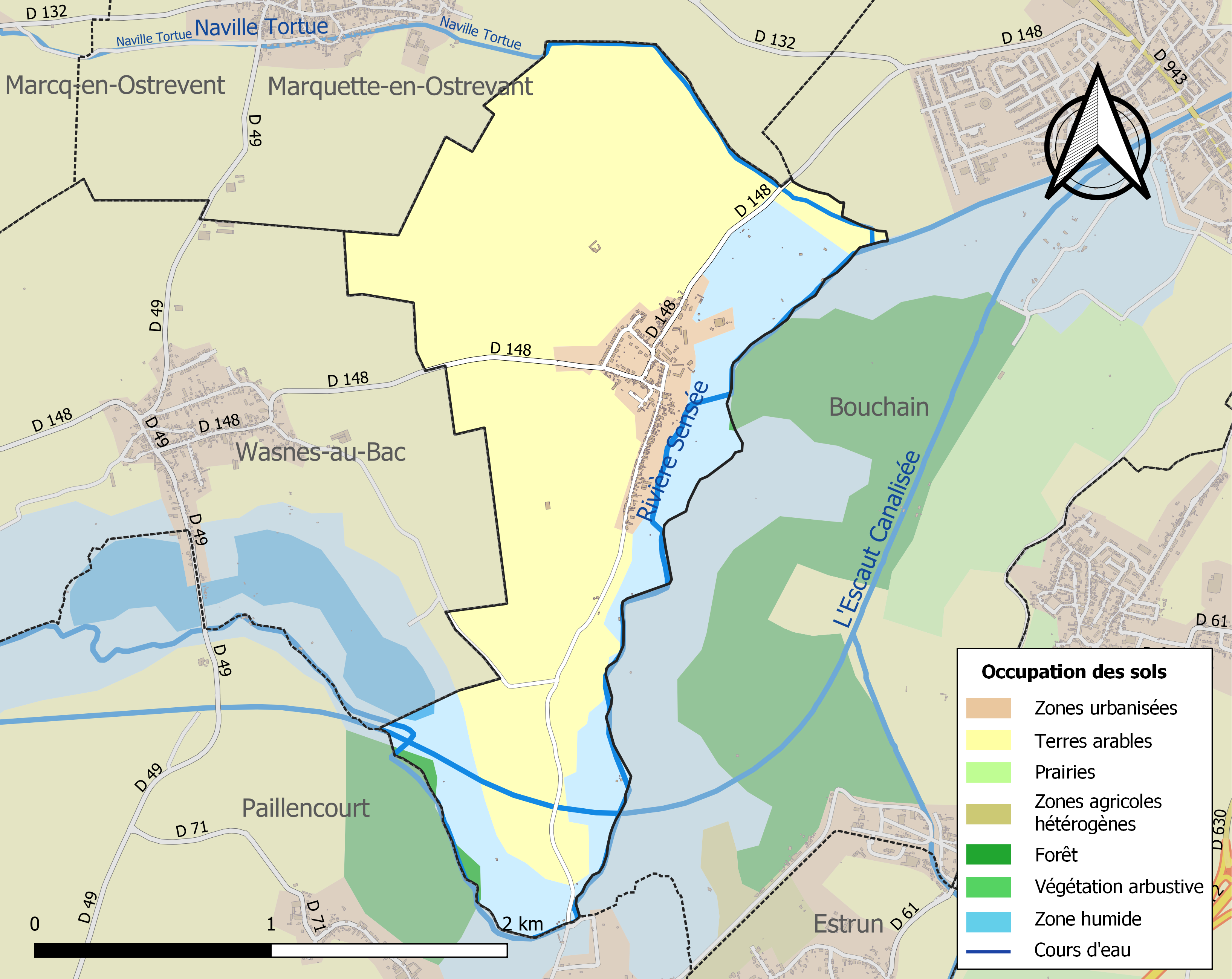
Carte des infrastructures et de l'occupation des sols de la commune en 2018 (CLC).

### Voies de communications et transports
La commune est desservie par la ligne 112 du réseau urbain Transvilles et par la ligne 827 du réseau interurbain Arc-en-Ciel 3.

## Toponymie
Wauvrechain, Jacques de Guise. Wavrecin, cartulaire de Vicogne, 1200. Wavrechain-sur-Fau, Saint-Genois.

## Histoire
- 1263, Marguerite, comtesse de Flandre et de Hainaut, confirme à l'Abbaye de Vicogne la propriété de neuf rasiéres de terre à Marquette-en-Ostrevant du consentement de Adam de Baudegnies seigneur de Wavrechain.
- Jusqu'en 1789, la commune est sous la souveraineté du royaume de France[19].
- 1790, passe sous celle du Nord.
- 1793, Fait partie intégrante du département du Nord, devient district de Valenciennes, fait partie du Canton de Bouchain, et devient municipalité sous le nom de Wavrechain-sous-Faulx.
- 1801, devient arrondissement de Douai et s'écrit officiellement au Bulletin des lois :
  - Wavrechain-sous-Faux
  - Wavrechin-sous-Faulx
- 1824, devient arrondissement de Valenciennes

## Politique et administration

### Liste des maires successifs
- Maire en 1802-1803 : Tondeur père[20].
- Maire en 1807 : Leclercq[21].
- Le général d'Empire Louis Joseph Lahure a eu premièrement son fils Oscar Lahure qui est devenu maire jusqu'à ce qu'il meure en cours de mandat en 1862. Deuxièmement, via son fils Gustave Napoléon, c'est son petit-fils Paul-Camille Lahure qui est devenu maire de la commune. Ce dernier a eu pour beau-fils André Hollande, époux de Mina Lahure, qui est à son tour devenu maire de la commune. Il existe une tombe dans le cimetière paroissial et une autre dans le cimetière communal.
- Maire en 1881 : Caplier[22].
- Emile Joly, maire en 1981 (réf. JO du 15 avril 1981).

| Identité                                                      | Période     | Période                                   | Durée            | Étiquette   |
| Identité                                                      | Début       | Fin                                       | Durée            | Étiquette   |
| ------------------------------------------------------------- | ----------- | ----------------------------------------- | ---------------- | ----------- |
| Oscar Lahure (d) (1801 - 21 janvier 1862)                     |             | 21 janvier 1862 (mort en cours de mandat) |                  |             |
| Paul-Camille Lahure (d) (18 octobre 1836 - 26 septembre 1897) | XIXe siècle | XIXe siècle                               |                  |             |
| Henri Joseph Caplier (d) (15 juillet 1814 - 7 juillet 1886)   | XIXe siècle | XIXe siècle                               |                  |             |
| André Hollande (d) (31 janvier 1872 - 9 juillet 1947)         |             | XXe siècle                                |                  |             |
| Émile Joly (d) (9 juin 1911 - 4 mars 1991)                    | XXe siècle  | XXe siècle                                |                  |             |
| Georges Gros (d)                                              |             | mars 2001                                 |                  |             |
| Jean-Claude Maire (d), (9 juillet 1944 - 30 mai 2011)         | mars 2001   | 30 mai 2011 (mort en cours de mandat)     | 10 ans et 2 mois |             |
| André Leprêtre (d), (né le 14 septembre 1951)                 | juin 2011   | En cours                                  | 14 ans et 2 mois | indépendant |

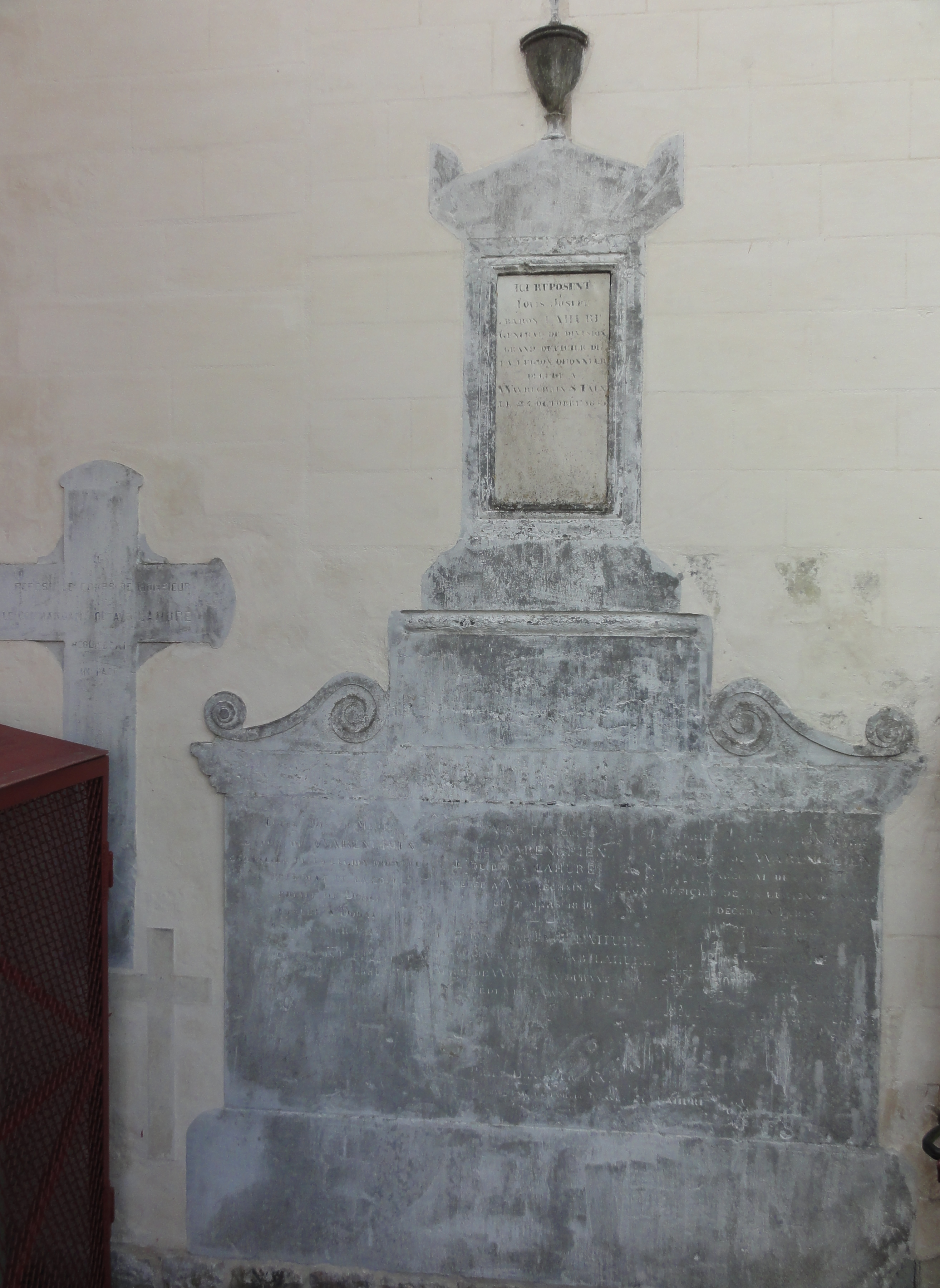
Tombe d'Oscar Lahure dans le cimetière de l'église Saint-Léger.
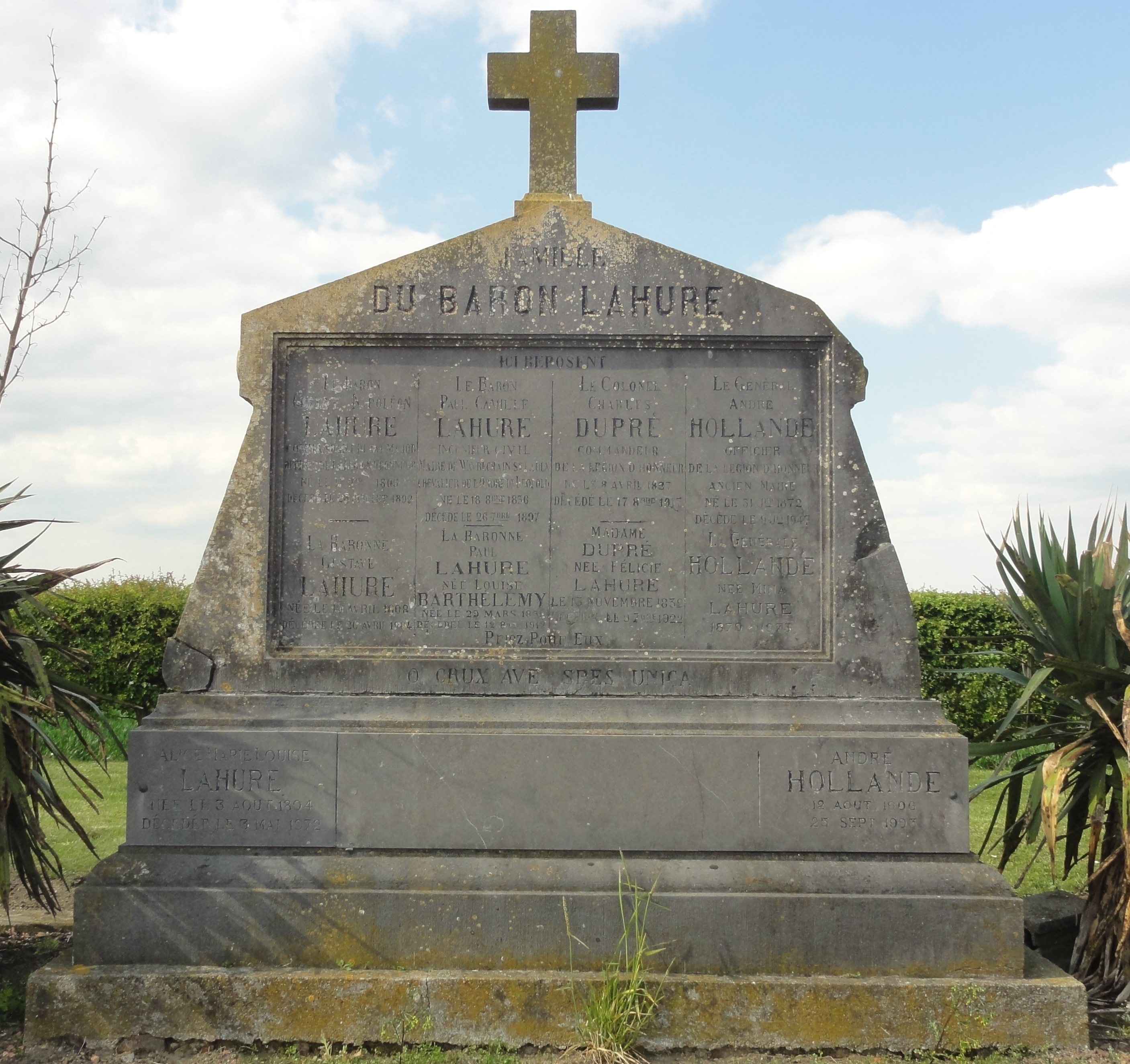
Tombe de la famille du baron Lahure dans le cimetière communal.
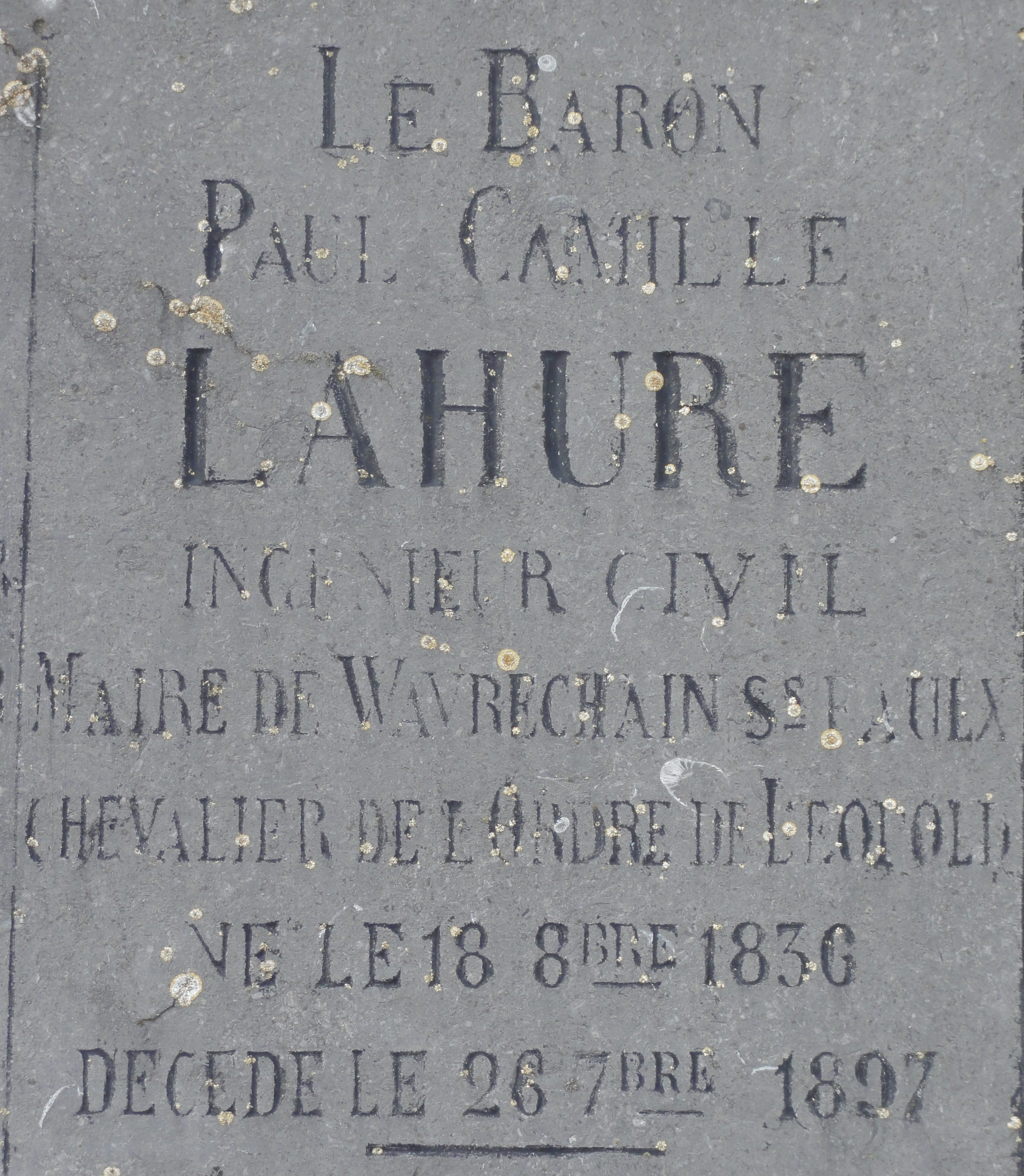
Paul-Camille Lahure.
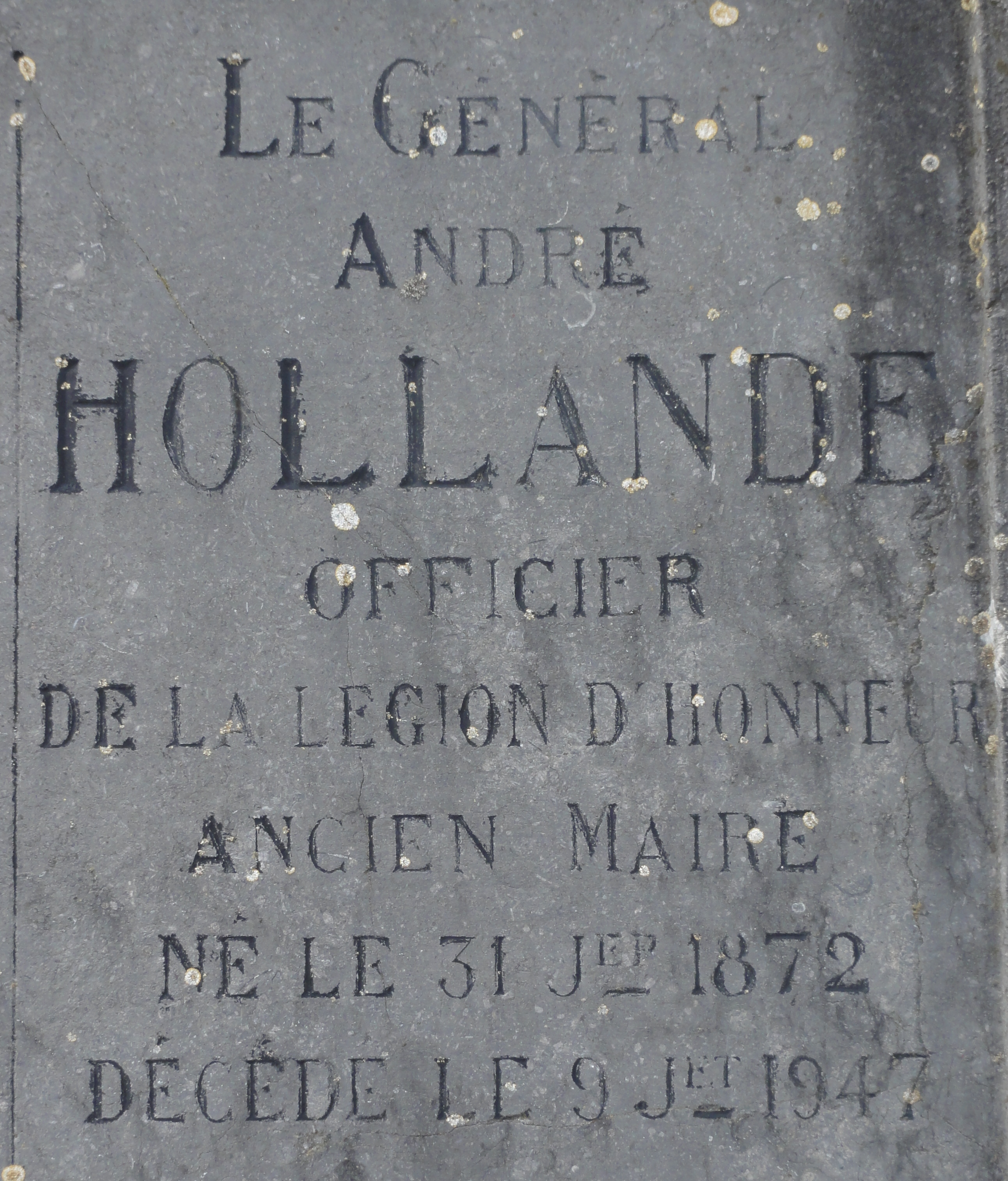
André Hollande.
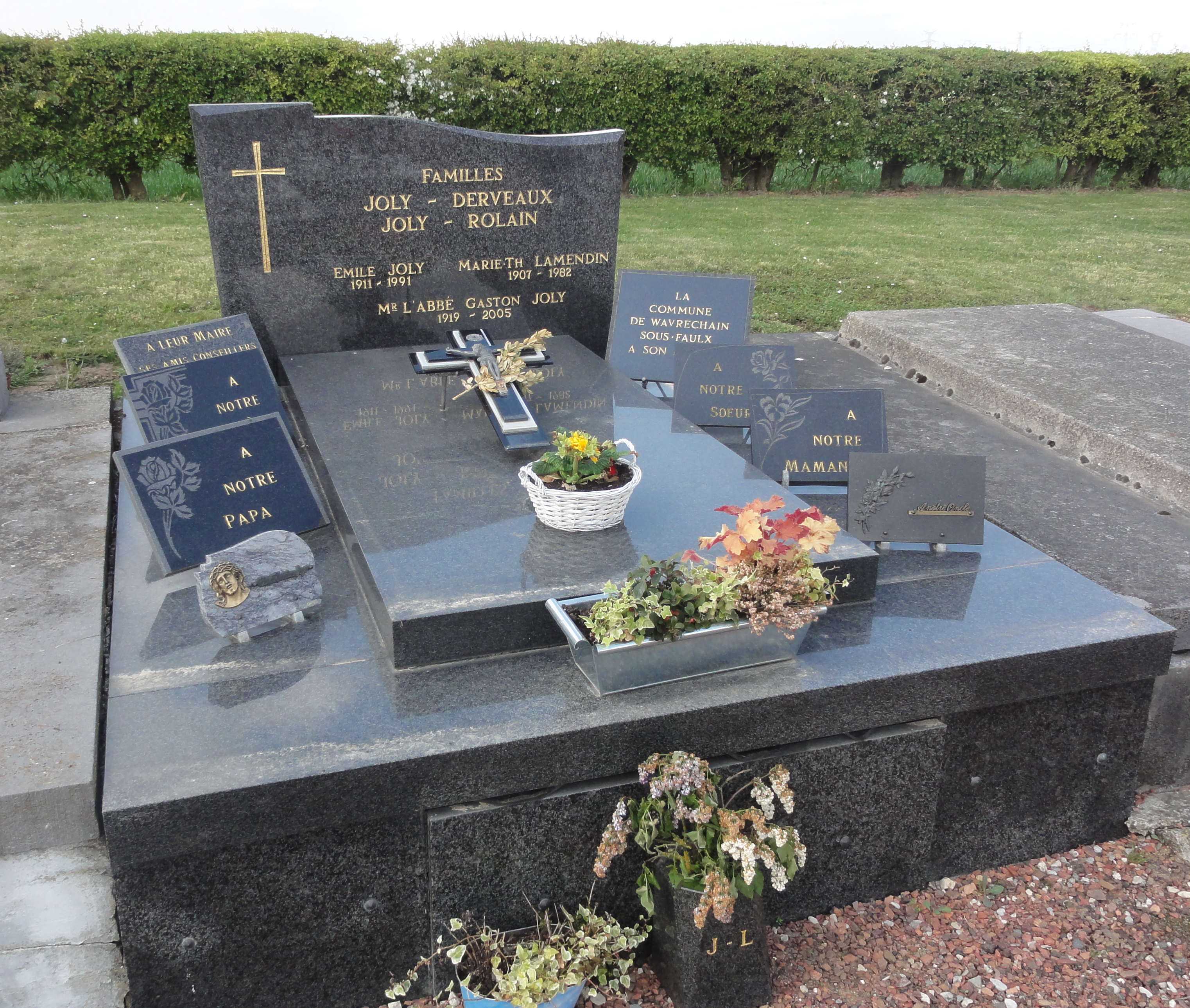
Tombe d'Émile Joly au cimetière de Wavrechain-sous-Denain.

### Instances judiciaires et administratives
La commune relève du tribunal d'instance de Valenciennes, du tribunal de grande instance de Valenciennes, de la cour d'appel de Douai, du tribunal pour enfants de Valenciennes, du conseil de prud'hommes de Valenciennes, du tribunal de commerce de Valenciennes, du tribunal administratif de Lille et de la cour administrative d'appel de Douai.

## Population et société

### Démographie

#### Évolution démographique
L'évolution du nombre d'habitants est connue à travers les recensements de la population effectués dans la commune depuis 1800. Pour les communes de moins de 10 000 habitants, une enquête de recensement portant sur toute la population est réalisée tous les cinq ans, les populations de référence des années intermédiaires étant quant à elles estimées par interpolation ou extrapolation. Pour la commune, le premier recensement exhaustif entrant dans le cadre du nouveau dispositif a été réalisé en 2008.

En 2022, la commune comptait 432 habitants, en évolution de +16,13 % par rapport à 2016 (Nord : +0,51 %, France hors Mayotte : +2,11 %).
| 1800 | 1806 | 1821 | 1831 | 1836 | 1841 | 1846 | 1851 | 1856 |
| ---- | ---- | ---- | ---- | ---- | ---- | ---- | ---- | ---- |
| 414  | 449  | 531  | 539  | 550  | 555  | 621  | 638  | 662  |

| 1861 | 1866 | 1872 | 1876 | 1881 | 1886 | 1891 | 1896 | 1901 |
| ---- | ---- | ---- | ---- | ---- | ---- | ---- | ---- | ---- |
| 713  | 666  | 621  | 603  | 618  | 598  | 570  | 542  | 480  |

| 1906 | 1911 | 1921 | 1926 | 1931 | 1936 | 1946 | 1954 | 1962 |
| ---- | ---- | ---- | ---- | ---- | ---- | ---- | ---- | ---- |
| 465  | 440  | 396  | 418  | 435  | 421  | 392  | 437  | 406  |

| 1968 | 1975 | 1982 | 1990 | 1999 | 2006 | 2008 | 2013 | 2018 |
| ---- | ---- | ---- | ---- | ---- | ---- | ---- | ---- | ---- |
| 393  | 393  | 357  | 375  | 368  | 410  | 422  | 372  | 399  |

| 2022 | - | - | - | - | - | - | - | - |
| ---- | - | - | - | - | - | - | - | - |
| 432  | - | - | - | - | - | - | - | - |

#### Pyramide des âges
La population de la commune est relativement jeune.
En 2018, le taux de personnes d'un âge inférieur à 30 ans s'élève à 37,1 %, soit en dessous de la moyenne départementale (39,5 %). À l'inverse, le taux de personnes d'âge supérieur à 60 ans est de 22,3 % la même année, alors qu'il est de 22,5 % au niveau départemental.
En 2018, la commune comptait 202 hommes pour 197 femmes, soit un taux de 50,63 % d'hommes, largement supérieur au taux départemental (48,23 %).
Les pyramides des âges de la commune et du département s'établissent comme suit.
| Hommes | Classe d’âge | Femmes |
| ------ | ------------ | ------ |
| 0,5    | 90 ou +      | 2,0    |
| 3,0    | 75-89 ans    | 5,6    |
| 17,8   | 60-74 ans    | 15,7   |
| 18,8   | 45-59 ans    | 23,9   |
| 20,3   | 30-44 ans    | 18,3   |
| 16,3   | 15-29 ans    | 17,8   |
| 23,3   | 0-14 ans     | 16,8   |

| Hommes | Classe d’âge | Femmes |
| ------ | ------------ | ------ |
| 0,5    | 90 ou +      | 1,4    |
| 5,3    | 75-89 ans    | 8,1    |
| 14,8   | 60-74 ans    | 16,2   |
| 19,1   | 45-59 ans    | 18,4   |
| 19,5   | 30-44 ans    | 18,7   |
| 20,7   | 15-29 ans    | 19,1   |
| 20,2   | 0-14 ans     | 18     |

## Culture locale et patrimoine

### Lieux et monuments
- L'église Saint-Léger
- Le château de Wavrechain-sous-Faulx, Louis Joseph Lahure y meurt
- La chapelle Saint-Roch et la chapelle Notre-Dame-du-Mont-Carmel
- Le Fleury, une base de loisirs créée en 1968 sur vingt-sept hectares[34], comprenant un camping et une discothèque ouverte elle de 1972 à 2011[35], et devenue un parc d'attractions et de loisirs à partir de son rachat survenu en 2011 par Teddy Vandrisse[36].

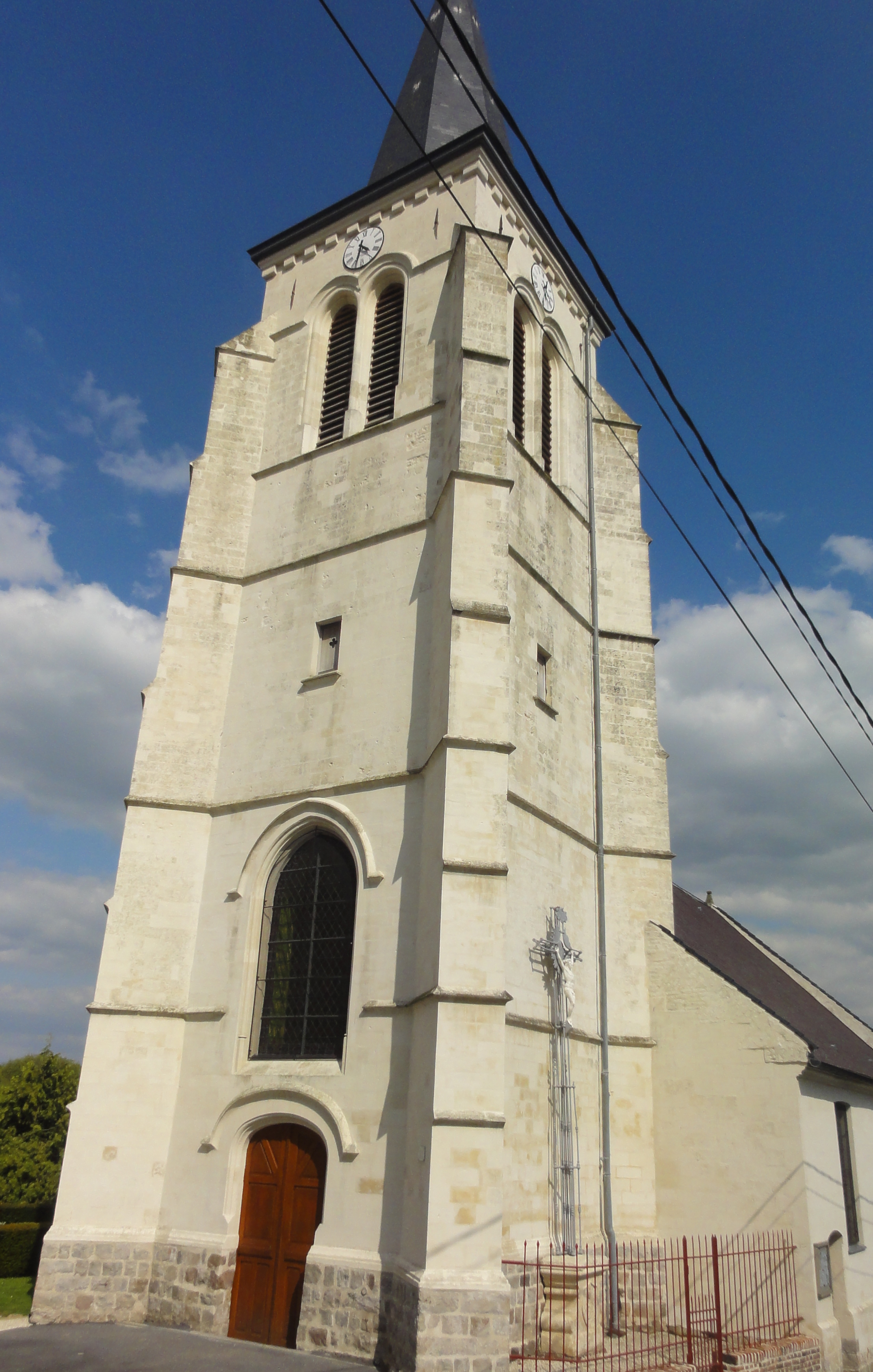
L'église Saint-Léger.
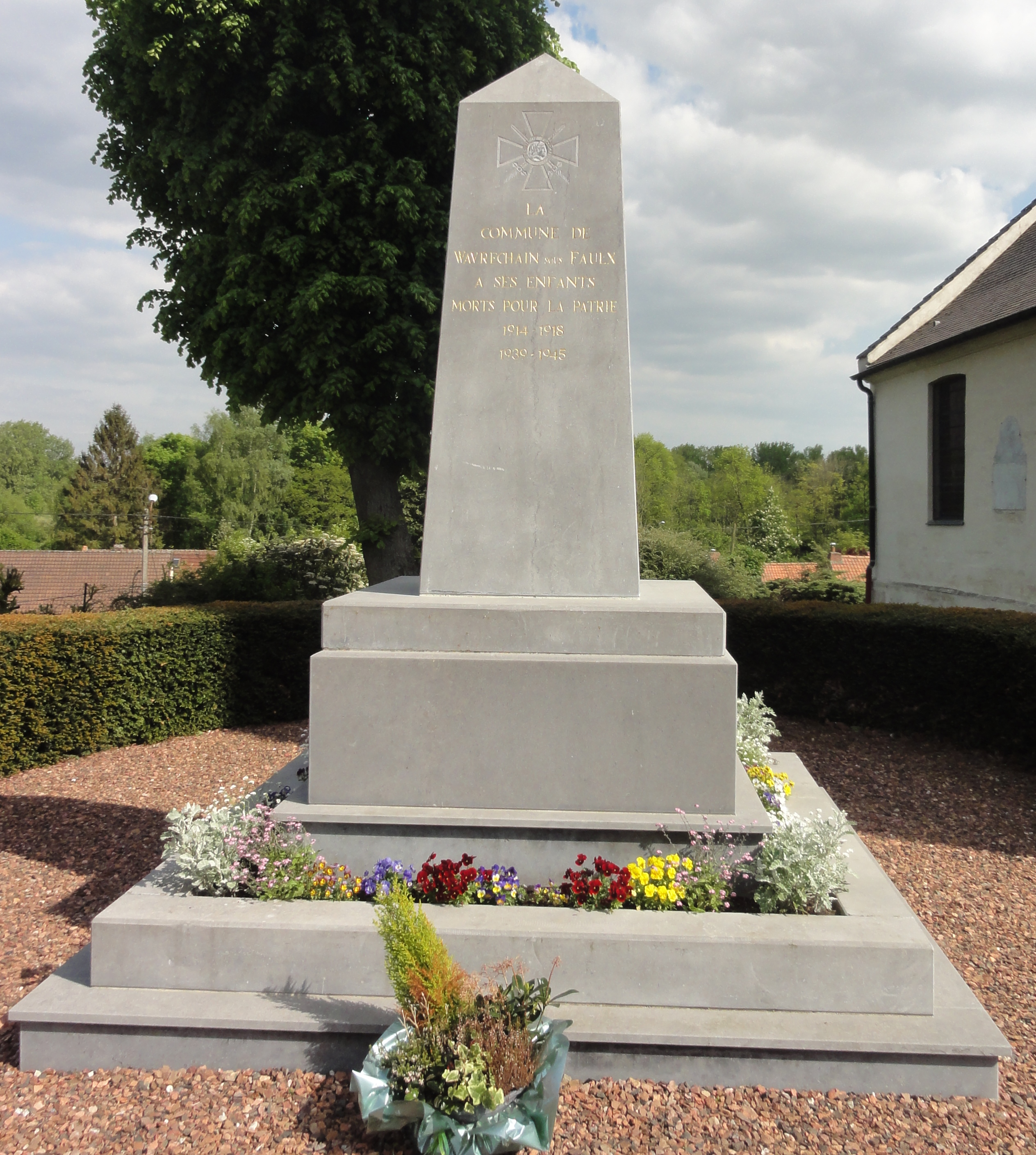
Le monument aux morts.
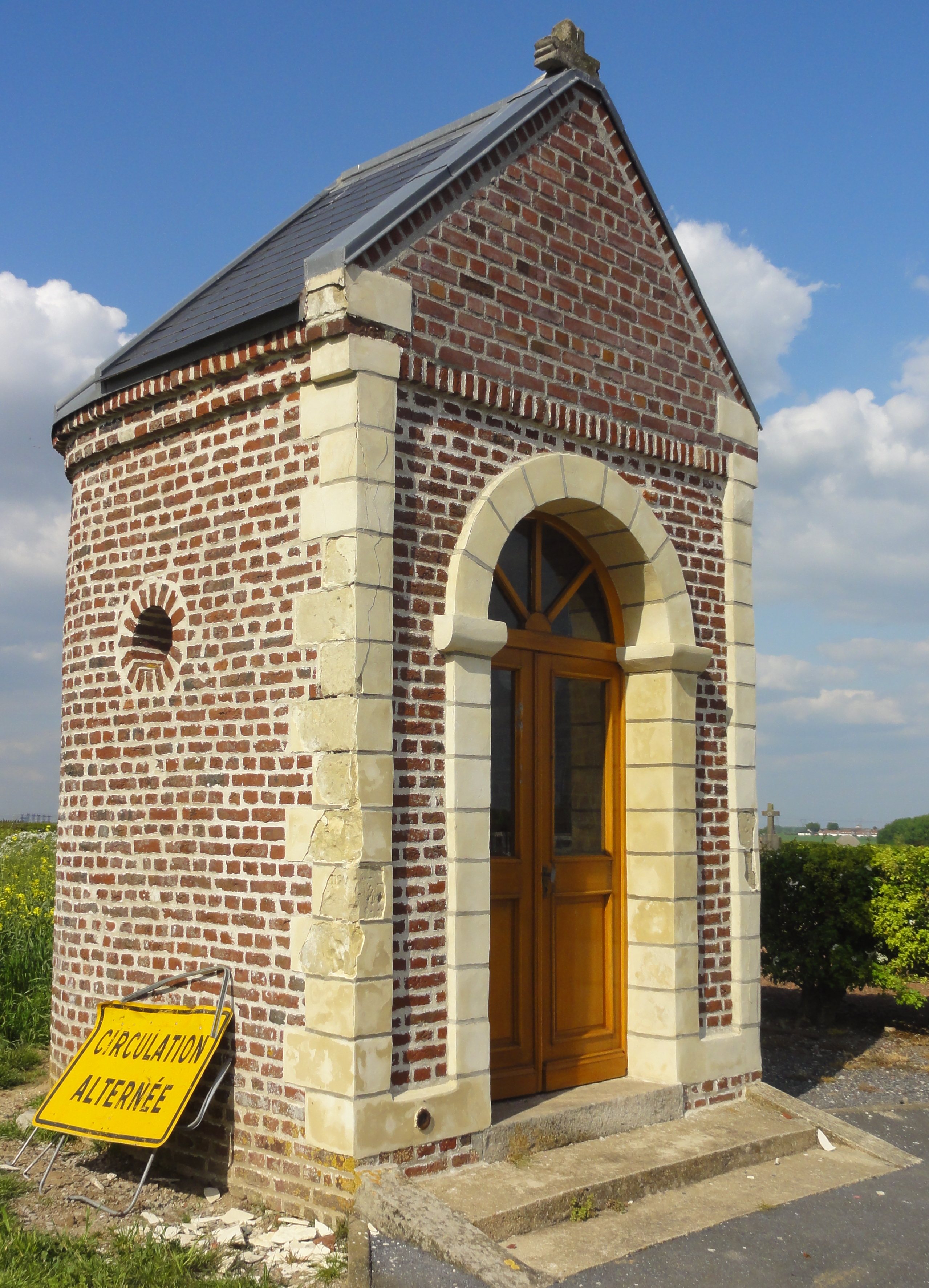
La chapelle Saint-Roch.
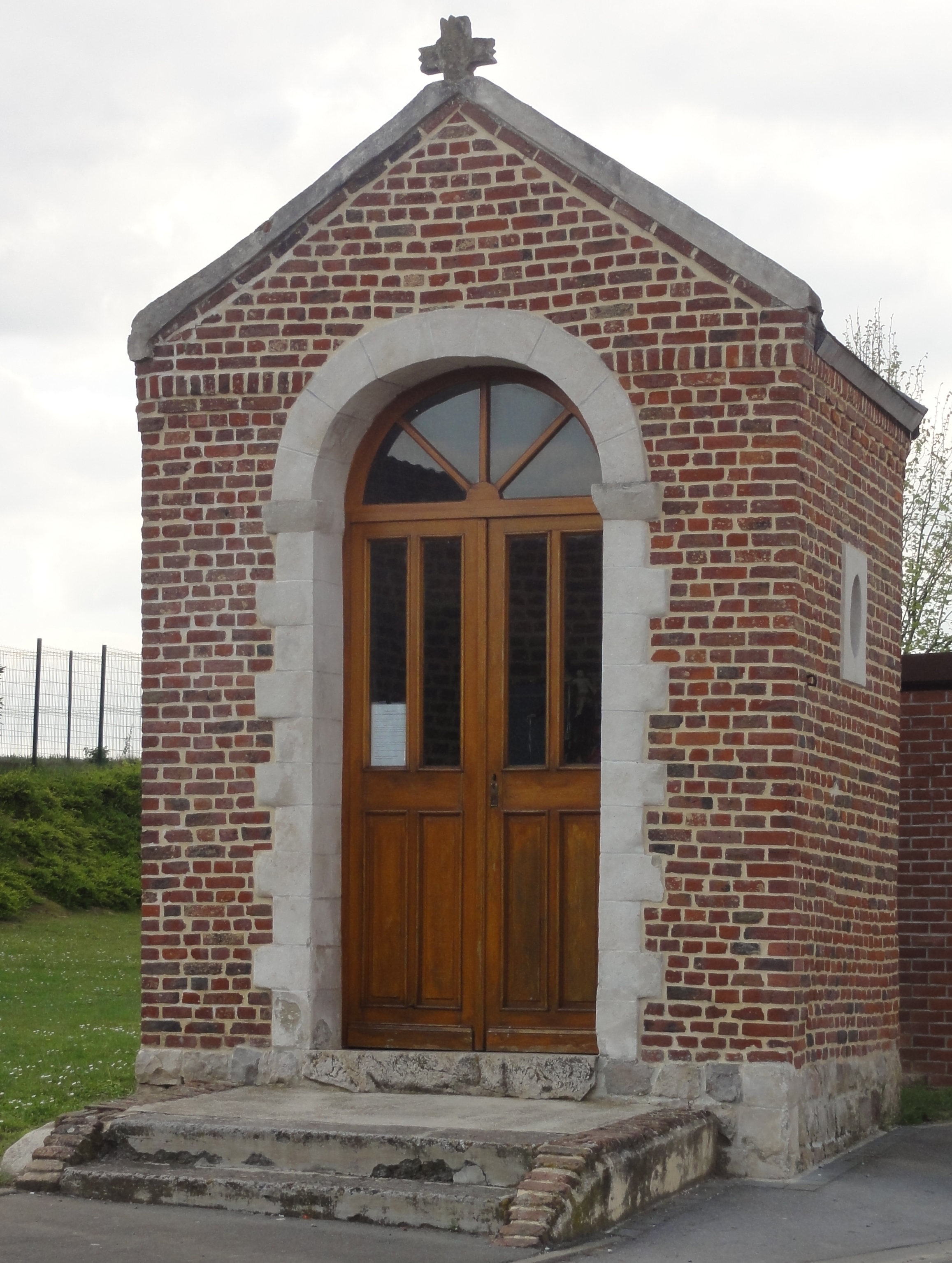
La chapelle Notre-Dame-du-Mont-Carmel.
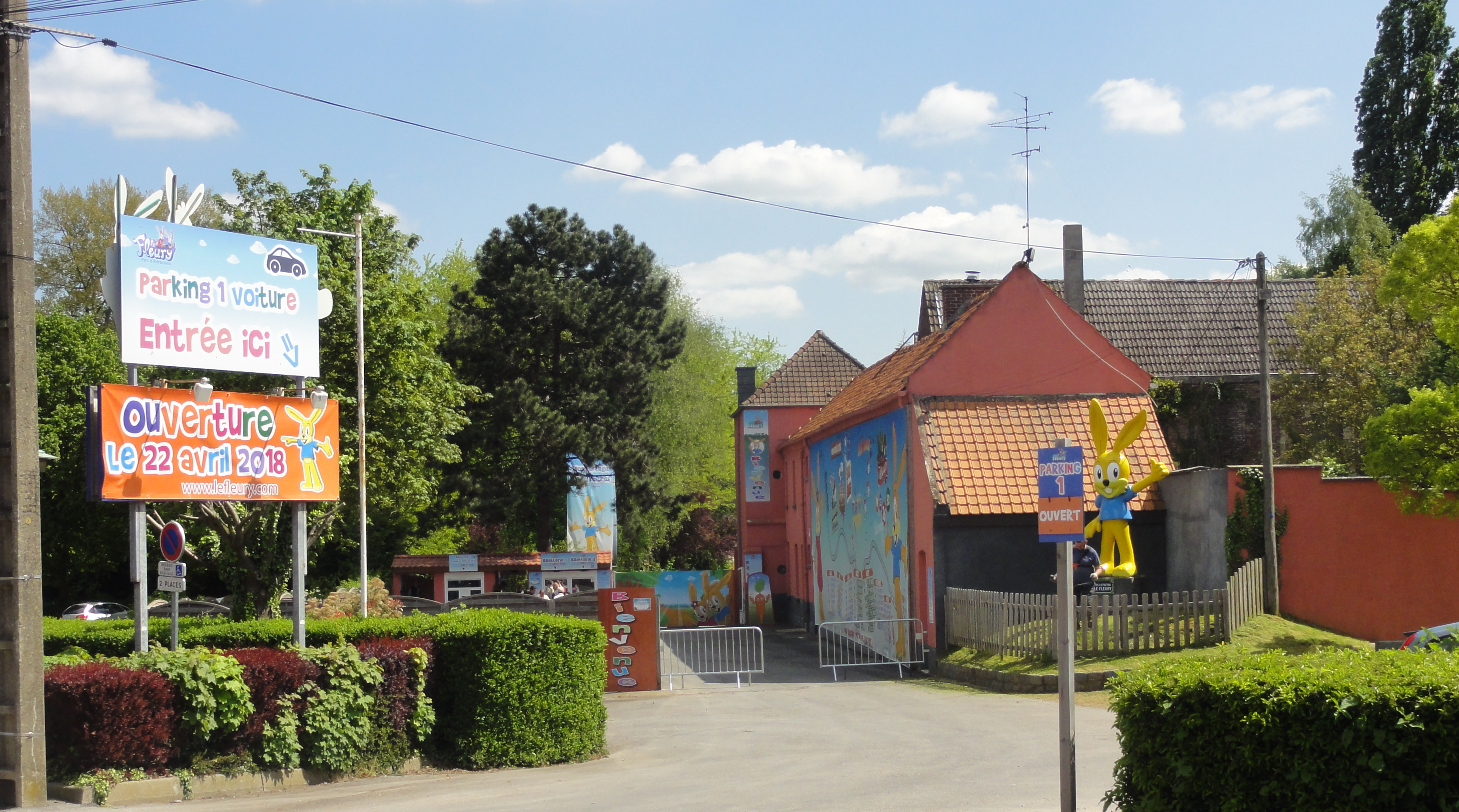
L'entrée du parc Le Fleury.

### Personnalités liées à la commune
- Emmanuel Barbotin (1741-1816), né à Wavrechain-sous-Faulx, homme d'Église et homme politique, député aux États généraux de 1789.
- Louis Joseph Lahure (1767-1853), général d'Empire.
- La famille Benoist de Laumont, une famille française originaire de Valenciennes (Hainaut).

### Héraldique
| Blason de Wavrechain-sous-Faulx | Blason  | Parti : au 1, d'or à trois léopards de sable passant l'un sur l'autre ; au 2, d'azur au chevron d'or accompagné de trois besants du même. |
| Blason de Wavrechain-sous-Faulx | Détails | Le statut officiel du blason reste à déterminer.                                                                                          |